# Film de aventuri
Filmul de aventură este un gen de film.
Spre deosebire de filmul de acțiune, acest gen de filme prezintă (scene de acțiune în) locuri exotice care sunt explorate într-un mod energic.
Filmul de aventuri poate fi combinat cu alte tipuri de filme, cum ar fi filmul științifico-fantastic, fantezie sau cu filmul de război.